# 东方职业摔角
东方职业摔角联盟（英語：Oriental Wrestling Entertainment，简称OWE）是2017年于中国上海成立职业摔角联盟。

## 历史
职业摔角的概念自19世纪起在欧洲和北美洲建成，第二次世界大战结束后在日本出现。而中国人直到踏入千禧年，才了解到这项运动。中国首个职业摔角联盟中国摔角娱乐于2004年创立，致力于推广传统职业摔角赛事，但深陷盈利难题。2017年，中国电影导演傅华阳在上海郊区成立东方摔角娱乐，吸引20万多名有武术背景的人士报名参与海选，其中只有50人能够获得接受职业摔角训练的资格。
2018年初，东方摔角与Dragon Gate展开合作，东方摔角的实习选手此后亮相Dragon Gate的比赛，接受Dragon Gate教头大島伸彦的培训。在Dragon Gate的协助下，东方摔角首个正式节目《龙的传奇》于2月2日在上海举行，Dragon Gate和东方摔角的选手共同参与。5月7日，大岛伸彦、小野寺卓也、林悠河和山村武宽宣布离开Dragon Gate，前往中国加入东方摔角。大岛伸彦将出任教头兼主席，负责培训新人摔角手。
随后，东方摔角和美国拉斯维加斯的未来之星摔角（Future Stars of Wrestling）结成合作伙伴关系，大岛伸彦和三名训练生出席未来之星的比赛，同时未来之星名单上的几位选手会前往中国。大岛伸彦和其他学生也亮相其他摔角联盟，例如澳大利亚摔角联盟、至尊摔角和DDT职业摔角。
2019年1月8日，刚成立的美国摔角联盟全精英摔角与东方摔角达成合作协议，双方互相派驻选手出席节目。2019年1月，墨西哥爆裂联盟宣布与东方摔角达成合作关系，未来将共同推出摔角比赛。3月26日，东方摔角与Nothing Else On TV达成电视点播协议，计划在英国及海外地区播出旗下赛事节目，是职业摔角界首个中英摔角协议.。3月31日，东方摔角宣布首个现役冠军头衔“龙的传奇冠军”，首任冠军将在4月18日至20日在日本大阪市和东京都举行的“上陆纪念大会”中选出，两场比赛的门票均售罄。首个夜晚的比赛由日本电视台武士TV转播，东方摔角合作联盟至尊摔角的选手参与比赛.。4月23日，东方摔角与江苏卫视达成电视合作协议，未来中国本土的观众可在该频道观看东方摔角的比赛。
2019年6月26日，东方摔角计划于9月份正式将市场扩展至英国，成立英国当地的品牌和全新冠军头衔。然而，东方摔角后来和英国合作方肖恩·麦克马洪（Sean McMahon）产生意见分歧，麦克马洪称东方摔角违反约定，对他做出不当行为，双方的合作告吹。东方后来向巡演观众退款，相应的拓展计划也随之破灭。

## 风格和文化影响
东方摔角推出的比赛和擂台表演受中国大陆文化的影响，针对当地观众的认知对职业摔角的概念进行调整。据中国摔角手何顥麟解释，东方摔角和其他摔角联盟的不同之处，就在于“东方摔角将摔角带入功夫，而The Slam等摔角手则竭力把功夫带入摔角”。东方摔角的大多数中国选手都有武术背景，其中少林功夫弟子居多，擂台表演时会呈现传统武术的招式和概念。
东方摔角的比赛也注重引导观众留意职业摔角比赛中的细节，例如会在比赛开场时播放视频，解释比赛胜出的方式是压制三秒，同时现场解说会引导观众为选手加油呐喊。亚洲文化中，太过吵闹或是发出嘘声一般来说都是对人的不尊重，因此现场粉丝在观看比赛时比较安静，鼓掌时也很礼貌，一般只会给擂台上的选手鼓掌，不会发出嘘声。反派大多是外国人。可以说，东方摔角的演出节目如同综艺节目，除了常规的摔角比赛，还有选手们献上的武术表演，以及偶像组合SNH48的音乐表演。这种演出模式很大程度上是受中国政府的娱乐活动规定影响。副总裁迈克尔·内说：“传统的摔角比赛会有点暴力。如果我们复制日本模式，把它带入中国市场，我们的产品就会被政府枪毙。”由于文化上的限制，加上呈现更“中国化”产品的理念秉持，东方摔角注重向全世界推广中国武术文化，所以呈现出的摔角角度、剧情和擂台角色和世界摔角娱乐等西方联盟比起来非常不同，更加稳重。虽然如此，中共政府的管控和审查日趋严厉，加上市场经济问题日益突出，不确定性陡然增加，使得东方摔角与2019年底暂停在中国的一切活动，转移至柬埔寨经营。

## 选手名单

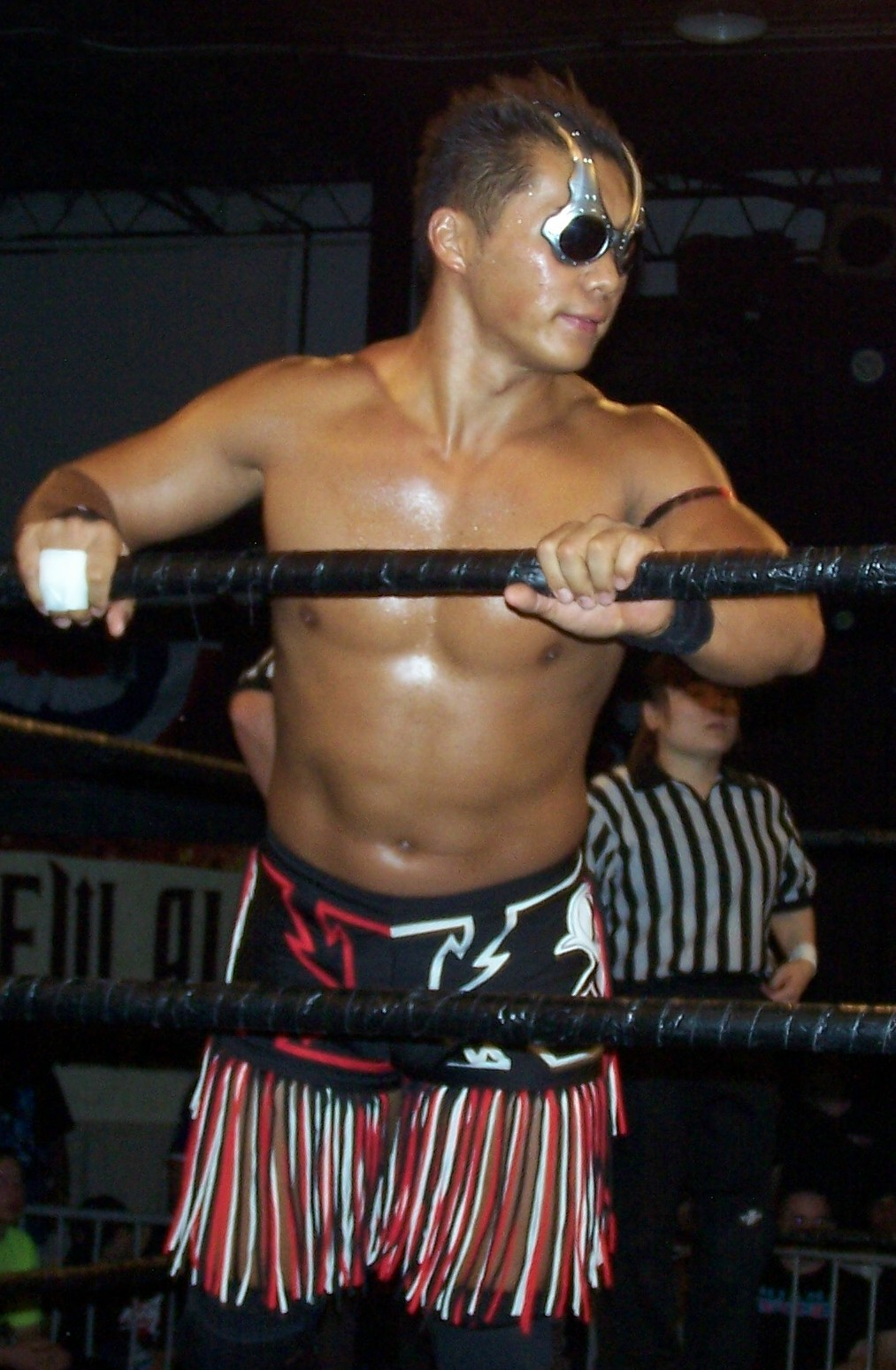
东方摔角教头大岛伸彦

东方联盟的永久名单上共有35名中国摔角手。参照唱片公司练习生模式，每位选手签订10年合同，获安排训练场地及宿舍。联盟还有四名持有全职合约的日本选手，每场比赛一般还会有外国选手登场。
男选手
| 擂台名               | 本名       | 注释                                   | 参考         |
| -------------------- | ---------- | -------------------------------------- | ------------ |
| Captain Achilles Ben | 未知       | E队成员，原名A-本                      | [ 4 ] [ 24 ] |
| Sugar Brown          | 未知       | FSW代表队成员，Real Money Brothers成员 | [ 25 ]       |
| Jake Cafe            | 未知       | FSW代表队成员                          | [ 25 ]       |
| 孙超群               | 未知       | E队成员                                | [ 4 ]        |
| 毛诚相               | 未知       | W队成员                                | [ 4 ]        |
| CIMA                 | 大岛伸彦   | 教头、总裁                             | [ 21 ]       |
| 特种兵               | 段颖南     | W队成员                                | [ 24 ]       |
| 段迪航               | 未知       | W队成员                                | [ 4 ]        |
| Damian Drake         | 未知       | FSW代表队，Midnight Marvels成员        | [ 25 ]       |
| 将军                 | 未知       |                                        | [ 24 ]       |
| 杨皓                 | 未知       | O队成员                                | [ 4 ]        |
| 范贺威               | 未知       | E队成员                                | [ 4 ]        |
| 汤化奇               | 未知       | O队成员                                | [ 4 ]        |
| Minor Gregory Jade   | 未知       | FSW代表队                              | [ 25 ]       |
| 王劲                 | 未知       | O队成员                                | [ 4 ]        |
| 高靖佳               | 未知       | O队成员                                | [ 4 ]        |
| 赵俊杰               | 未知       | W队成员                                | [ 4 ]        |
| Clutch Kucera        | 未知       | FSW代表队，Real Money Brothers成员     | [ 25 ]       |
| El Lindaman          | 林悠河     | 日本人                                 | [ 26 ]       |
| Mario Bugatti        | 未知       |                                        | [ 27 ]       |
| Jack Manley          | 未知       | FSW代表队，WG成员                      | [ 4 ]        |
| Remy Marcel          | 未知       | FSW代表队，WG成员                      | [ 4 ]        |
| 范秋阳               | 未知       | E队成员                                | [ 4 ]        |
| Spyder Warrior       | 未知       | FSW代表队，Midnight Marvels成员        | [ 25 ]       |
| 巨人                 | 未知       |                                        | [ 24 ]       |
| T Hawk               | 小野寺卓也 | 日本                                   | [ 4 ]        |
| 乌力吉木仁           | 未知       | O队成员                                | [ 4 ]        |
| 陈向克               | 未知       | W队成员                                | [ 4 ]        |
| 崔相萌               | 未知       | O队成员                                | [ 4 ]        |
| 刘新熙               | 未知       | E队成员                                | [ 4 ]        |
| 山村武寛             | 山村武寛   | 日本人                                 | [ 26 ]       |
| 卢也                 | 未知       | O队成员                                | [ 4 ]        |
| 关羽                 | 赵一龙     | W队成员                                | [ 4 ]        |
| 任宇航               | 未知       | E队成员                                | [ 4 ]        |
| 熊智宇               | 未知       | E队成员                                | [ 4 ]        |

女选手
| 擂台名    | 本名      | 注释 | 参考   |
| --------- | --------- | ---- | ------ |
| Mazzerati | 未知      |      | [ 28 ] |
| 張芮妲    | 朱莉亚·何 |      | [ 21 ] |

幕后人员
| 擂台名    | 本名                 | 注释         | 参考   |
| --------- | -------------------- | ------------ | ------ |
| Skayde    | Jorge Rivera Soriano | 教练         | [ 21 ] |
| 迈克尔·内 | Michael Nee          | 副总裁，评论 | [ 20 ] |